# Ferdinand von Rayski

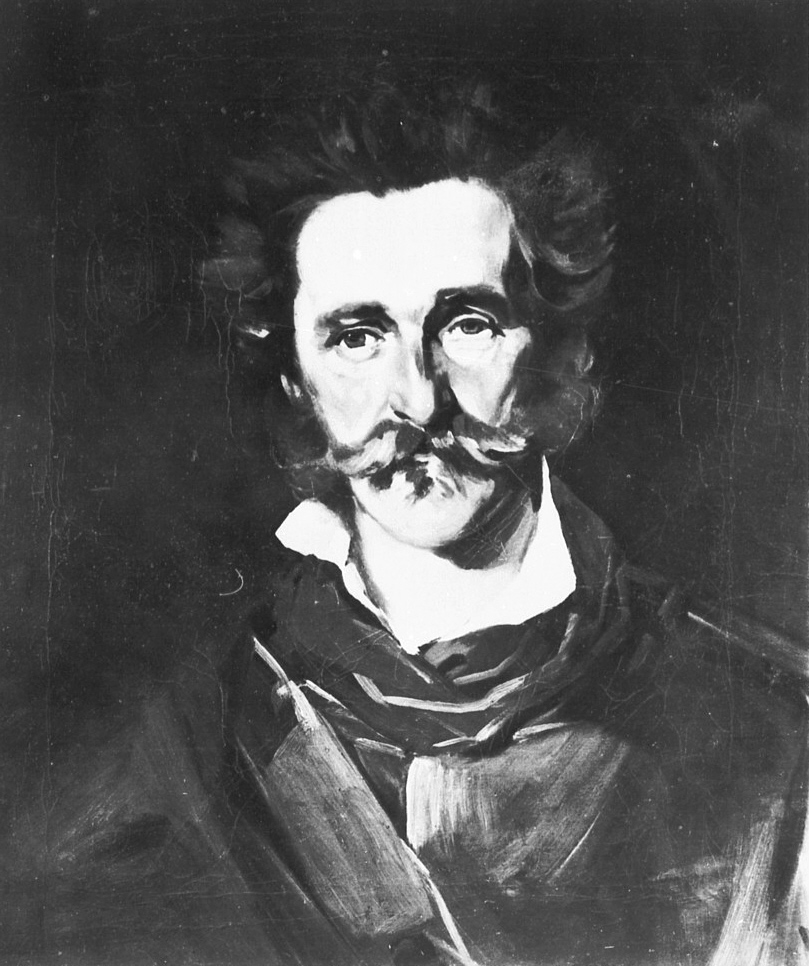
Ferdinand von Rayski, Selbstbildnis (Schwarz-Weiß-Wiedergabe), Klassik Stiftung Weimar, Schlossmuseum

Louis Ferdinand von Rayski (* 23. Oktober 1806 in Pegau; † 23. Oktober 1890 in Dresden) war ein bedeutender deutscher Grafiker und Porträtmaler des 19. Jahrhunderts. Er gilt als Vorläufer der impressionistischen Malweise in Deutschland.

## Leben

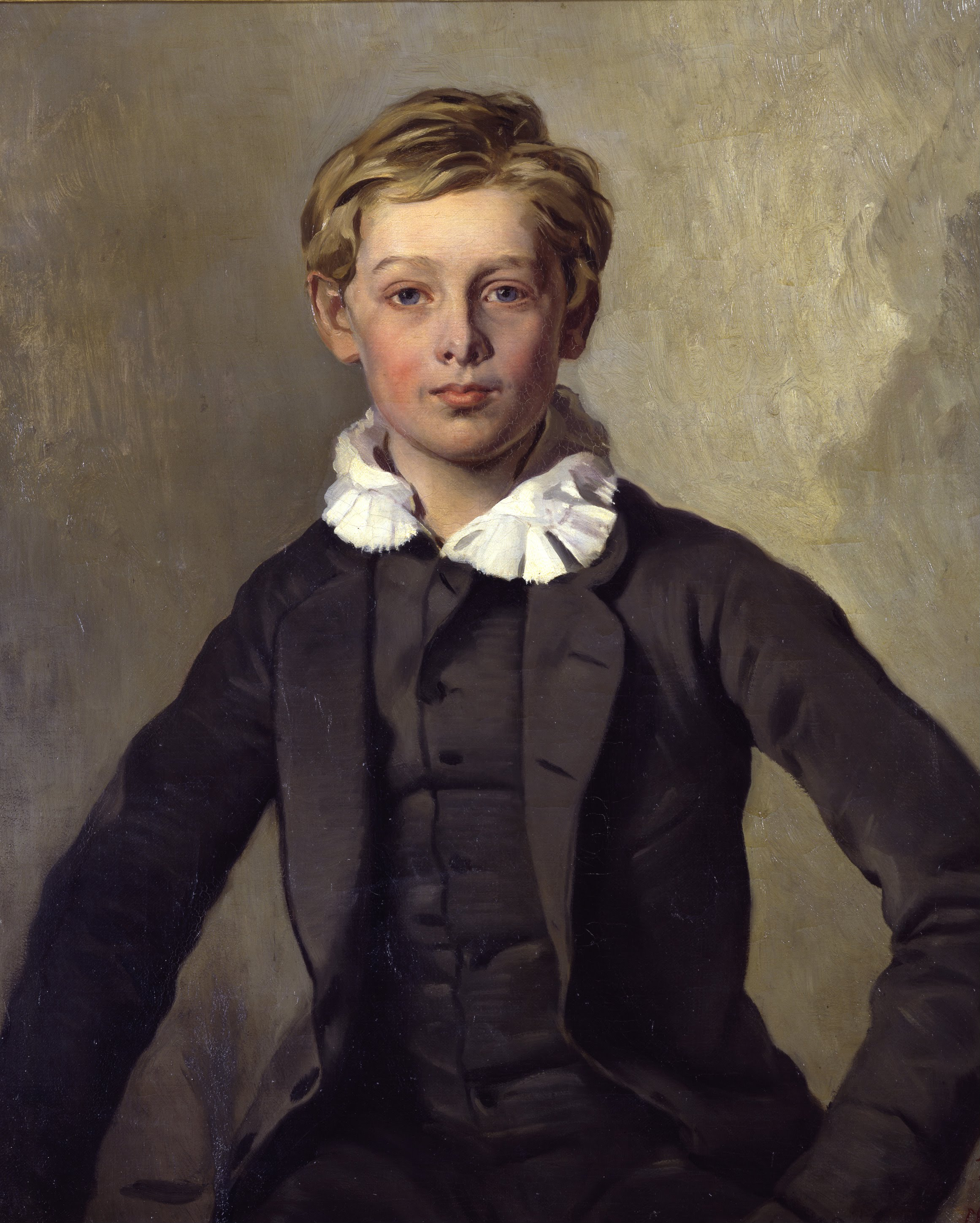
Porträt des Hans Haubold Graf von Einsiedel, 1855, Alte Nationalgalerie

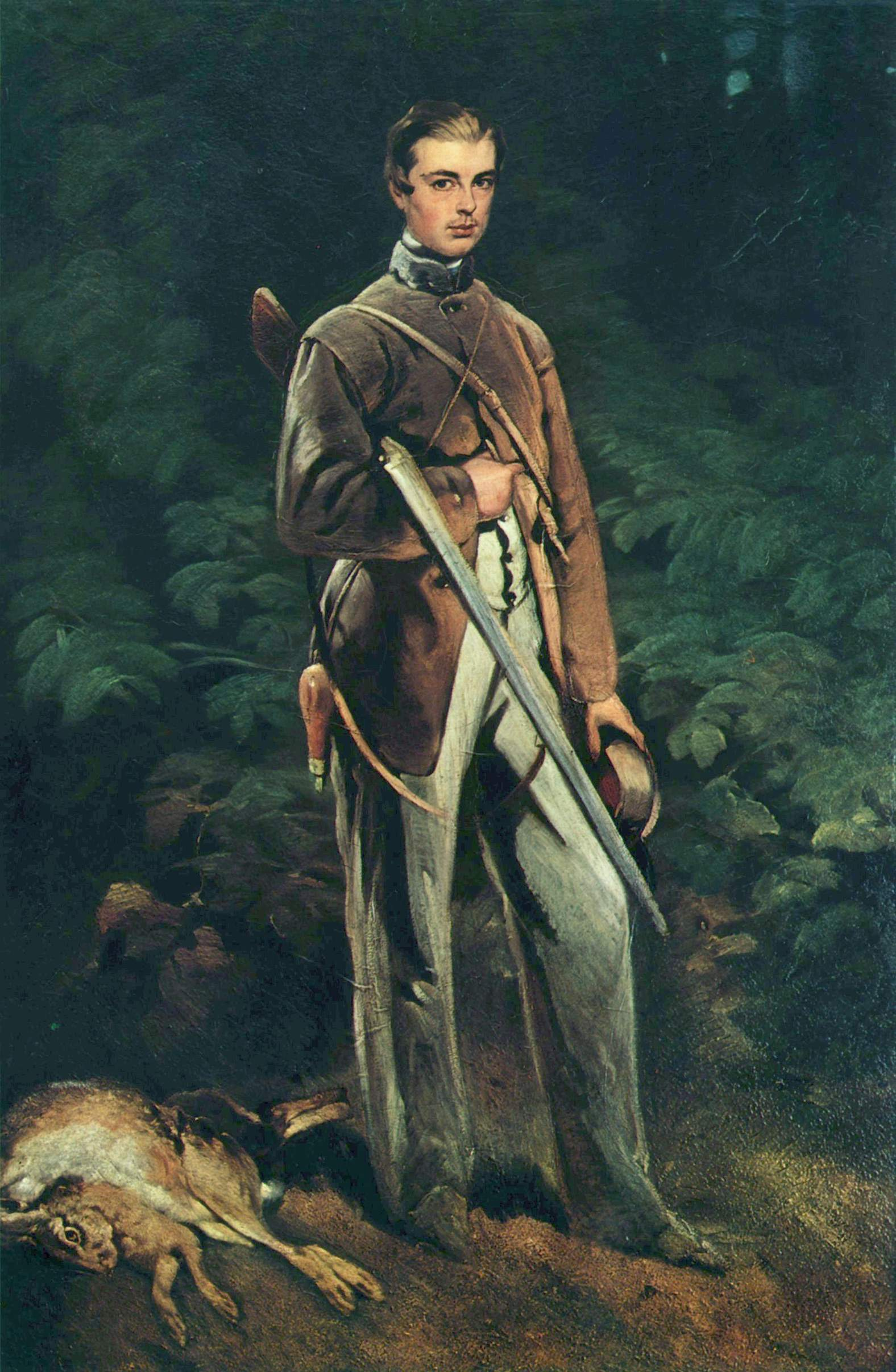
Max von Fabrice, 1860, Wallraf-Richartz-Museum & Fondation Corboud

Der Maler des sächsischen und fränkischen Adels des 19. Jahrhunderts, Ferdinand von Rayski, war Porträtist und Zeichner. 
Rayski, Sohn des königlich-sächsischen Obersten und Generaladjutanten König Friedrich August I. Johann Karl von Rayski (1763–1813) und dessen Ehefrau Sophie Eleonore Henriette, geborene Sichart von Sichartshoff (1776–1859), wuchs zunächst in Lützen auf, wo auch sein älterer Bruder Heinrich Leo von Rayski (1803–1878) geboren worden war, bevor er am Dresdner Freimaurerinstitut zur Schule ging und danach an der Kunstakademie in Dresden studierte.
Er ließ sich wie sein Vater und sein Bruder zum Offizier ausbilden, nahm aber bald Abschied von Militär. Sein Fortkommen sicherte er, indem er seine Verwandten und Freunde auf ihren Gütern und Schlössern besuchte und auf diesen Gastreisen Bildnisse malte. Mit gutsherrlichem Lebensstil und adeligen Umgangsformen vertraut, war er ein unterhaltsamer Gesellschafter und guter Jäger, dessen Besuche durch Empfehlungsschreiben vorbereitet wurden. Er bereiste Paris, auf dem Rückweg Trier. Ende 1836 besuchte er August von Manteuffel in Frankfurt am Main, anschließend Würzburg, von dort reiste er 1837 nach München. Nachdem er 1838 erneut in Würzburg gelebt hatte, zog er weiter über Coburg nach Düsseldorf. Im Dezember 1839 kehrte er nach Dresden zurück.
Von Rayski schuf vor allem Porträtgemälde. Viele von ihnen befinden sich in der Galerie Neue Meister in Dresden. Seine gemalten Erzählungen des napoleonischen Kriegszuges in Russland, bei dem sein Vater im kalten Winter 1812 als sächsischer Offizier umkam, sind heute im Schloss Nossen zu sehen. Nach seinem Ableben fast vergessen, wurde Rayski von Kennern seiner fast 700 Werke erst nach der Jahrhundertwende 1900 wieder für die Kunstwelt entdeckt und in mehreren Kunstbüchern beschrieben. Noch heute befinden sich in Privatbesitz namhafte Porträts. Der Förderkreis der Dresdner Galerie erwarb das großformatige Bildnis Friedrich von Boxbergs. Dieser hatte in Zschorna (Landkreis Meißen) mehrmals seinen Vetter  Ferdinand von Rayski zu Gast; 1861 entstand das Porträt des Gastgebers als Jäger mit dem Zschornaer Schloss im Hintergrund.
Rayski bildete sich, abgesehen von einem kurzen Besuch der Kunstakademie in Dresden, autodidaktisch. Selbst unverheiratet, waren Kinder seine ausgesprochenen Lieblinge. Das Bild seiner fünfjährigen Nichte Adelheid von Boxberg befindet sich in Privatbesitz. Besonders das Porträt des jungen elfjährigen Haubold von Einsiedel aus der Lausitz, in sitzender selbstbewusster Bubenhaltung, gelangte bereits 1906 in den Besitz der Nationalgalerie Berlin und ist in verschiedenen Publikationen zur Malerei des 19. Jahrhunderts zu finden.
Neben großformatigen Porträts seiner sächsischen und fränkischen Auftraggeber, oft in Uniform oder Jagdkleidung, hatten es ihm nach seiner kurzen, ungeliebten Offizierskarriere, Pferde und jagdliche Szenen angetan. Hierbei kam es ihm mehr auf die Bewegung als auf das Detail an. Damen der Gesellschaft in prächtiger Kleidung, aber auch bäuerliche Typen hielt er fest. Zu den Jagdbildern gehörten oft große und kleine Hunde. Nicht zu vergessen sind auch seine Hasenmotive. Ferdinand von Rayski verfügte über Witz. Ein überliefertes Porträt stellt die „Drei Rotznasen“ dar. Mit großer Quaste pinselte er in Großwelka „Napoleon von hinten“ auf eine verputzte Gartenmauer. Wie seine „Wildschweine“ aus der Dresdner Galerie sind viele seiner Werke verbrannt oder verlorengegangen.
Rayski starb an seinem 84. Geburtstag in Dresden. Sein Grab befindet sich auf dem dortigen Trinitatisfriedhof. Die Stadt ehrte ihn mit der Benennung der Rayskistraße in Strehlen. Am Markt in Lützen befindet sich eine Gedenktafel.

## Werke (Auswahl)

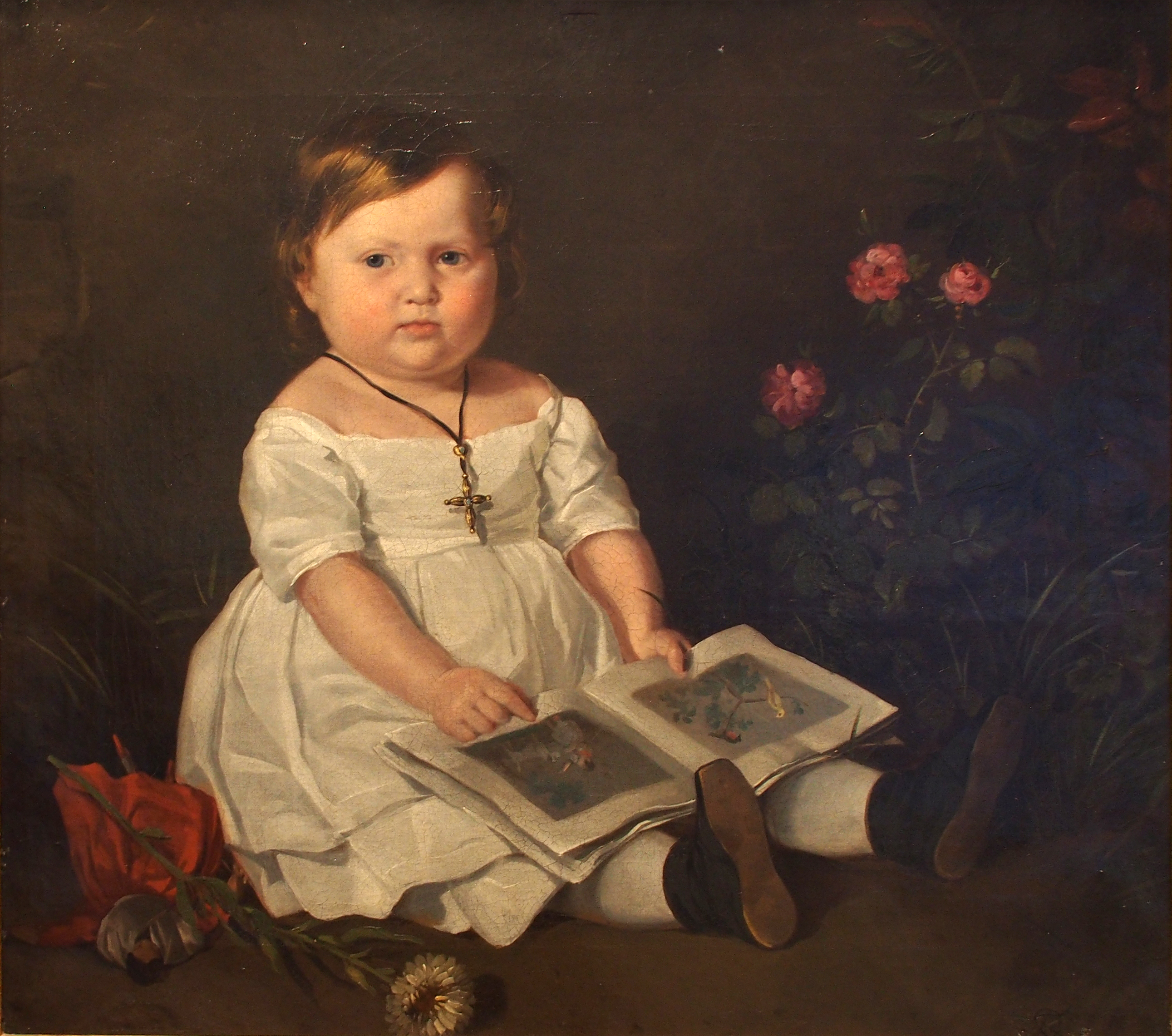
Kinderbild von Charlotte von Bechtolsheim, Mainfränkisches Museum Würzburg

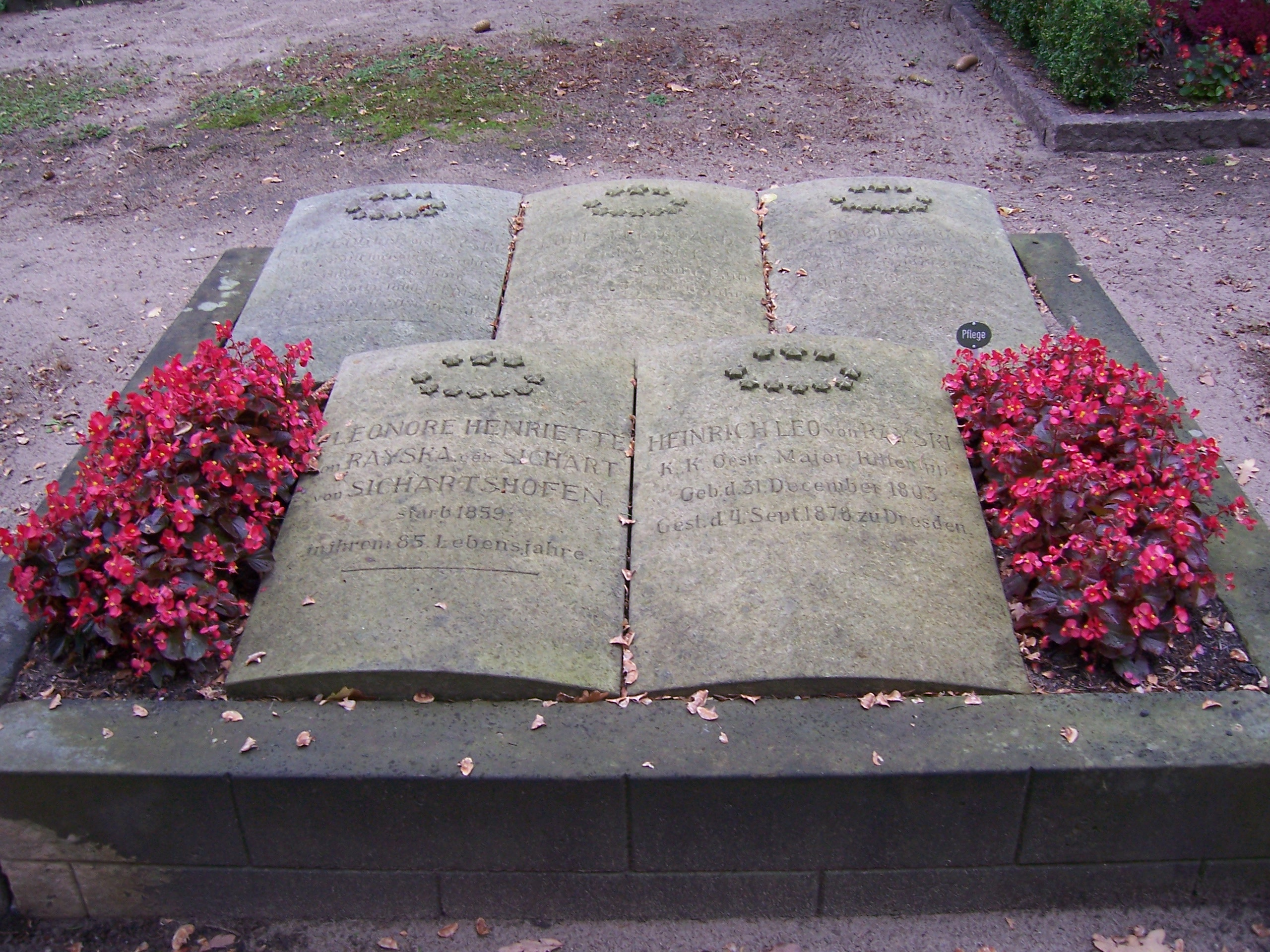
Grab von Louis Ferdinand von Rayski auf dem Trinitatisfriedhof in Dresden

- Grenadiere im Schnee (1834) und Schlacht bei Borodino (1841) im Auftrag der Meißner Adelsfamilie Schönberg
- Bildnis der Mutter (um 1840), Museum im Kulturspeicher Würzburg
- Bildnis des Kammerherrn Julius Graf Zech-Burkersroda (1841), Albertinum, Dresden
- Konrad von Posern (1851), Kunstsammlungen Chemnitz
- Jagdpause im Wermsdorfer Wald (um 1859), dieses Bild diente Georg Baselitz 1969 als Motiv für sein erstes Bild auf dem Kopf (Motivumkehr)
- Max von Fabrice (1860), Wallraf-Richartz-Museum, Köln
- Bildnis Friedrich von Boxberg (1861), Galerie Neue Meister, Dresden
- Der Treiber (1861), Nationalmuseum Breslau

## Ausstellungsbeteiligungen an den Dresdner Akademieausstellungen
Zu seiner Bedeutung in der zeitgenössischen Dresdner Künstlerschaft ist nur wenig bekannt, um so wichtiger erscheint es daher, seine Beteiligungen an den Dresdner Akademieausstellungen an dieser Stelle aufzuführen (die originale Bezeichnung der  Kunstwerke aus den Katalogen wurde beibehalten):
1819:
Katalog-Nr. 170 – Zwey Cavalleristen, getuscht
1820:
Katalog-Nr. 194 – Ein Kampf eines Ritters mit einem Araber, in Oel
1821:
Katalog-Nr. 197 – Eine Bauernfamilie, in Oel gemalt
Katalog-Nr. 201 – Ein Viehstück, nach Potter, bunt gemalt
1825:
Katalog-Nr. 154 – Husaren und Kosaken im Gefechte, Oelgemälde nach Vernets Zeichnung
1834:
Katalog-Nr. 554 – Keine Lust zu arbeiten
1854:
Katalog-Nr. 635 – Männl. Portrait
Katalog-Nr. 681 – Männl. Portrait
1860:
Katalog-Nr. 750 – Jagd
1875:
Katalog-Nr. 321 – Hase im Schnee